# 이상화 (시인)
이상화(李相和, 1901년 4월 5일~1943년 4월 25일)는 일제 강점기 조선의 시인, 작가, 독립 운동가, 문학 평론가, 번역 문학가이며, 교육자, 권투 선수이기도 하였다.
본관은 경주(慶州)이며, 호는 상화(尙火, 想華), 무량(無量), 백아(白啞)이고. 1919년 경북 대구부에서 3·1 운동 거사를 모의하다가 발각되어 피신하였다가 귀거(歸居)키도 했고, 1943년 4월 25일, 일제강점기 경상북도 대구부에서 위암과 결핵의 합병증으로 사망했다.

## 생애

### 초기 활동

#### 출생과 가족관계
이상화는 경상북도 대구부 중구역 서문로 12번지의 양옥집에서 태어났다. 아버지는 이시우(李時雨)이며, 어머니는 김신자(金愼子)로 김해 김씨이다. 4형제 중 둘째이다. 첫째 이상정은 독립 운동가이며, 셋째 이상백은 한국최초의 IOC위원이자 한국 사회학계의 선구자이고 넷째 이상오는 정통 수렵가이자 바둑 유단자이기도 하다. 그의 집안은 대구의 명문가로 대 부잣집이었으나 아버지 이시우는 둘째 아들이었다. 그의 큰아버지 이일우(李一雨)의 자손들은 경북 대구부의 명문가로 성장하였다.
할아버지 이동진은 자신의 재산을 털어 대구에 신식 학교인 우현서루를 열어 학생들에게 한학을 가르쳤고, 남녀, 신분을 가리지 않고 학생들을 받아들였다. 나중에는 교사를 초빙, 수학, 역사, 국어, 영어, 일본어 등 신식 학문을 가르쳤다. 할아버지 이동진의 뒤를 이어 큰아버지 이일우가 우현학교의 일을 맡아보았다. 큰아버지 이일우의 자손들은 대구의 명문가로 성장했는데, 2000년대 초반 그의 큰아버지 이일우의 자손들은 대학 학장 3명, 교수 10명, 의사 30명, 장군 2명, 언론·출판분야 11명을 배출하였다. 또한 사촌 이상악은 작가이자 그의 친구인 육당 최남선과 사돈이 되었고, 다른 자손들 중에는 '박작대기' 박중양 집안과도 인척관계를 형성하였다.
여덟 살에 아버지를 여의고 14세까지 큰아버지 이일우에 의해 양육되었으며, 큰아버지 이일우의 훈도를 받으며 우현학교(교남학교로 발전했다가 현재 대구 대륜중학교, 대륜고등학교가 되었다.)에서 수학하였다.

#### 학창 시절과 문단 등단
열네살 때, 경성부의 중앙학교(지금의 서울중앙고등학교)에 입학했으나 1918년 봄에 중앙학교를 중퇴하였고, 자퇴 직후 강원도 금강산 일대를 방랑하였다.
열아홉 되던 1919년 대구에서 백기만 등 친구들과 함께 3·1 만세 운동 거사를 모의하다, 밀정의 추적으로 주요 인물들이 잡혀가자 경성부로 올라와 박태원(1897년 ~ 1921년. 음악가 박태준의 형)의 하숙으로 피신, 한동안 은신하였다. 1921년에 현진건의 소개로 월탄 박종화(朴鍾和)와 만나 〈백조〉 동인에 참여했고, 박종화의 소개로 홍사용(洪思容), 나도향, 나혜석, 박영희(朴英熙), 이광수, 최남선 등 문인들을 만나 친구가 되었다. 이 중 육당 최남선은 그의 큰집과 사돈간이 되면서, 그에게도 사돈이 된다. 훗날 그의 사촌 이상악의 딸이 최남선의 며느리가 되었다.
사촌 매형인 윤홍열은 후일 남조선과도입법위원회 위원과 대구시보사 사장을 역임했는데, 사촌 매부 윤홍열의 소개로 바로 충청남도 공주 규수인 서순애 여사를 상화와 중매시켰다. 몇 차례 연락이 오고가다가 1919년 12월 충청남도 공주 출신 서온순(徐溫順)과 결혼하였다. 부인 서온순은 독립운동과 유학 등 경제적으로 불우한 환경에도 남편의 탓이나 원망을 하지 않았다 하며, 남편 사후에도 서온순은 재혼하지 않고 홀로 자녀를 키웠으며 1980년대에 사망하여 그의 묘소 근처에 안장되었다. 1922년 이상화는 《백조》1~2호에 시를 발표하면서 문단에 나왔다. 그해 프랑스에 유학할 기회를 얻으려고 일본으로 갔다.

### 작품 활동

#### 문학, 동인 활동
1922년 《백조》 1호에 〈말세의 희탄〉, 〈단조〉, 〈가을의 풍경〉 세 편의 시를 발표하면서 등단했다. 이후 《백조》 나머지 호, 《개벽》, 《문예운동》, 《삼천리》, 《여명》, 《신여성》, 《조선문단》, 《조선지광》, 《별건곤》등 잡지에 〈나의 침실로〉, 〈빼앗긴 들에도 봄은 오는가〉, 〈대구 행진곡〉, 〈서러운 해조〉등 60여 편의 작품을 발표하였다. 
생전에 출간된 시집은 없으며, 사후 1951년 백기만이 청구출판사에서 펴낸 《상화와 고월》에 시 16편이 실렸고, 이기철 편 《이상화 전집》(문장사, 1982)과 김학동 편 《이상화 전집》(새문사, 1987), 대구문인협회 편 《이상화 전집》(그루, 1998) 등 세 권의 전집에 유작이 모두 실렸다.
대표적인 작품들은 <빼앗긴 들에도 봄은 오는가>, <나의 침실로>이다.

#### 〈빼앗긴 들에도 봄은 오는가〉
1922년 파리 유학을 목적으로 일본 동경의 아테네 프랑세 어학원에서 2년간 프랑스어와 프랑스 문학을 공부하였다. 일본 유학 중에도 틈틈이 작품 활동을 하거나 칼럼과 글을 국내의 잡지사로 송고하였다. 1923년 관동 대지진이 나자 불령선인으로 몰려 일본인 폭도들로부터 암살 위협을 겪었으나 극적으로 어느 일본인의 배려로 은신해 있었다. 얼마 뒤 분장하고 집주인인 일본인이 준 여비를 받고 관동 대지진의 수난을 피해 귀국했다.
1926년 《개벽(開闢)》에 발표되었다. 작자의 반일(反日) 민족의식을 표현한 작품으로 비탄과 허무, 저항과 애탄이 깔려 있다. 비록 나라는 빼앗겨 얼어붙어 있을 망정, 봄이 되면 민족혼이 담긴 국토, 즉 조국의 대자연은 우리를 일깨워준다는 것이다. 국토는 일시적으로 빼앗겼다 하더라도 우리에게 민족혼을 불러일으킬 봄은 빼앗길 수 없다는 몸부림, 즉 피압박 민족의 비애와 일제에 대한 강력한 저항의식을 담고 있다.

#### 귀국과 문학, 언론 활동
1925년에 작품 활동을 활발히 했다. 시뿐만 아니라 평론, 소설 번역에도 힘썼다. 8월에 카프 발기인으로 참여했다. 1927년 대구로 돌아왔다. 1927년에는 의열단원 이종암(李鍾巖)사건에 연루되어 대구경찰서에 수감되었다가 풀려나기도 하였다.
1933년 교남학교(지금의 대륜고등학교) 교사로 근무했다. 담당 과목은 조선어와 영어, 작문이었다. 이듬해 교남학교 교사직을 사직했다. 1934년에는 조선일보사 경상북도총국을 경영하였으나 이재와 상술에 눈이 어두워서 결국 1년 만에 실패하고 다시 교남학교의 영어, 작문담당 교사로 복직하였다.
=== 생애 후반 
1937년 3월 만주에 있던 큰형 이상정을 만나러 중국에 3개월간 다녀왔다. 그가 형을 만난 사실이 확인되면서 일본관헌에게 구금되었으나 특별한 혐의점이 없어 그해 11월 말경 가석방되었다. 다시 대구로 내려와 교남학교에 조선어, 영어, 작문담당 교사로 복직하여 교가를 작사했다. 또한 교남학교 권투부를 창설하여 지도하기도 했다. 그는 약소 민족은 주먹이라도 잘 써야 된다며 학교 체육대회 종목에도 권투를 넣었는데, 교남학교 권투부 출신들은, 졸업 후 훗날 대구 권투 클럽을 결성하였다.
1940년 대구부 계산2동에 집을 마련하였다. 그가 새로 마련한 집 바로 앞에는 김광제와 함께 국채보상운동을 발의했던 서상돈 고택이 있다. 1940년 말 교남학교 교사직을 그만두고 대구부 계산2동 84번지의 집에서 주로 생활하며 독서와 연구에 몰두하였으며, 그해부터 춘향전을 영어로 번역하고, 이어 한국 국문학사와 불란서시정석 등을 한글로 번역을 시도하였으나 완성을 보지 못하고 만다.
1943년 초 갑자기 쓰러졌고, 그 해 3월 병원에서 위암 진단을 받고 투병하다가 4월 25일 오전 8시 45분 경상북도 대구 자택에서 위암과 폐결핵과 장결핵의 합병증으로 인해 43세의 젊은 나이로 타계했다. 같은 날에는 이상화의 오랜 친구인 소설가 현진건도 경성부 제기동에서 폐결핵과 장결핵의 합병증으로 숨을 거두었다.

### 사후
1948년 3월 14일 김소운이 발의하고 이윤수, 구상 등이 참여하고 죽순시인구락부가 협찬하여 시인을 기리는, 대한민국 최초의 시비를 달성공원에 세웠다.
이상화의 고택은 대구광역시 중구 서성로 6-1(계산동2가 84)에 있으며, 맞은편에 서상돈의 고택도 있다. 1999년 도시개발로 한때 헐릴 위기에 놓이기도 했으나 1999년부터 고택을 보존하자는 시민운동이 벌어졌고 2008년 8월 13일 결실을 맺어 이상화 고택 개방에까지 이르게 되었다. 이상화 시인의 고택은 2008년 8월 12일 새롭게 단장되어 문을 열었다. 도시개발로 헐릴 위기까지 맞았던 이상화 고택이 시민들의 모금활동과 100만 서명운동 등으로 보존, 공개되었다.
2009년 초부터 대경대학교 뮤지컬학과 학생들은 이상화의 일대기를 그의 아들인 이충희 씨에게 자문받아 극을 구성했다. 이들은 지난 6개월간 시인의 삶을 기록한 책자를 참고하면서 대구광역시 중구 계산동2가 소재 이상화 고택을 수십차례 방문해 당시 분위기를 몸에 익혔다. 대경대 뮤지컬과 1학년 학생 30여명은 1920년대 식민지 시대를 살면서 저항시인으로 뜻을 굽히지 않은 이상화 시인의 삶과 비극적 역사상황을 담은 '빼앗긴 들에도 봄은 오는가'를 만들었다.
2009년 11월 30일과 12월에는 그의 일대기를 다룬 창작 뮤지컬 빼앗긴 들에도 봄은 오는가가 공연되었다.

## 작품
- 빼앗긴 들에도 봄은 오는가
- 말세의 희탄
- 단조
- 가을의 풍경
- 가상
- 나의 침실로
- 몽환병
- 구루마꾼
- 원시적 읍울
- 시인에게
- 조선 병
- 통곡

## 가족 및 친척 관계
독립운동가인 이상정은 그의 형이고, 사학자 겸 스포츠인 이상백과 수렵가 겸 문필가 이상오는 그의 동생이었다. 치과의사 겸 성형외과 의사이며 경북대학교 치대 학장을 지낸 이열희는 5촌 조카였다.
- 할아버지 : 이동진
  - 큰아버지: 이일우(李一雨)[1]
- 아버지: 이시우(李時雨, ? ~ 1907년)
- 어머니: 김신자(金愼子), 김해 김씨(金海 金氏)
  - 형: 이상정(李相定, 1897년 6월 10일 ~ 1947년 10월 27일, 독립운동가. 아호(雅號)는 청남(晴南), 산은(汕隱). 대한독립군 중장)
  - 형수: 한문이(韓文伊) 1897년 5월 7일 ~ ?, 이상정(李相定)의 부인

권기옥(權基玉, 1901년 1월 11일 ~ 1988년 4월 19일, 이상정(李相定)의 부인, 여성 비행사, 대한독립군 대령)
- - 아우: 이상백(李相佰, 1904년 8월 6일 ~ 1966년 4월 14일, 사학자 겸 체육행정가. 前 국제올림픽위원회 위원. 아호(雅號)는 상백(想白), 백무일재(百無一齋).)
  - 아우: 이상오(李相旿, 1905년 ~ 1969년, 수렵가, 바둑인. 아호(雅號)는 모남(慕南). 경상북도 대구 우현고등보통학교 및 일본 호세이 대학교 법정학과 졸업.)
    - 조카딸: 이겸희(李謙熙)
    - 조카사위: 박창암(朴蒼巖, 1923년 5월 15일 ~ 2003년 11월 10일, 군인, 정치가. 이상오(李相旿)의 사위. 아호(雅號)는 만주(滿洲), 허주(虛舟), 농부(農夫). 대한민국 군사영어학교 1기 출신. 대한민국 육군 준장 전역.)
- 부인 : 서온순(徐溫順, 다른 이름은 서순애, ? ~ 1980년)
  - 첫째 아들 : 이용희, 사망
  - 딸 : 이성희, 사망
  - 둘째 아들 : 이충희(1933년 ~ ), 전 흥국공업사 대표
  - 셋째 아들 : 이태희, 미국으로 이민
- 사돈 : 최남선(崔南善, 1890년 4월 26일 ~ 1957년 10월 10일)
- 사돈 : 박중양(朴重陽, 1872년 5월 3일 ~ 1959년 4월 23일)
- 사돈 : 허억(許億, 1889년 6월 1일 ~ 1957년) - 대구시장

## 인간 관계

### 같은대구출신의 동향 교우(同鄕 交友)
- 시인 이장희(李章熙, 1900년 1월 1일 출생 ~ 1929년 11월 3일 사망. 아호는 고월(古月). 번역문학가로도 활동하였다.)
- 소설가 현진건(玄鎭健, 1900년 8월 9일 출생 ~ 1943년 4월 25일 사망. 아호는 빙허(憑虛). 언론인으로도 활동하였다.)
- 시인 백기만(白基萬, 1902년 5월 12일 출생 ~ 1967년 8월 7일 사망. 아호는 목우(牧牛). 문학평론가로도 활동하였다.)

## 평가
조연현은 〈빼앗긴 들에도 봄은 오는가〉를 일제에 대한 일종의 저항의식의 발로로 볼 수 있으나, 이상화의 중요한 특성으로 격렬한 미적 욕구와 그 강렬한 낭만적 의욕을 지적 하여 그의 문단 초기 활동인 <백조> 동인 활동, 즉 낭만주의적 경향에 주목했다.
김현은 1920년대 한국시의 두 가지 과제를 식민지 현실 직시와 새로운 시 형식의 모색이라고 분석하면서, 이를 나름대로 해결하려고 노력한 시인으로 김소월, 한용운, 이상화 세 사람을 꼽는다. 그러면서 이상화의 현실 인식이 식민지 현실은 한국 궁핍화에 지나지 않는다는 것을 직시하는 면에서 투철하며, 그 현실 인식이 현실 밖이라면 어디든 괜찮다는 극단적인 탈출 욕구를 낳는다면서 이상화의 시를 식민지 초기의 낭만주의적 성격의 한 상징으로 보았다.
반면, 감태준은 이상화의 카프 활동에 주목하여 〈빼앗긴 들에도 봄은 오는가〉, 〈조소〉, 〈선구자의 노래〉에서 볼 수 있듯이 이상화가 낭만주의적 태도를 버리고 현실에 대한 불신을 적극적 저항 내지 수용으로 변모시켰다고 보았다.
이명재는 이상화 시의 형성과 전개 과정을 20년대 초엽의 감상적인 퇴폐성의 낭만주의 시, 중후엽의 항일 시, 30년대 이후의 민족적 비애를 담은 우국 시의 삼단계로 나누고, 이상화의 문학사적 위상을 항일 민족 문학의 구현자로 자리매김했다.
조병춘도 이명재와 비슷하게 이상화 시의 세 단계를 감상적 낭만주의 시, 저항적 민족주의 시, 민족적 비애와 국토예찬의 시로 나눴으며, 특히 40년대에 문인들 거의가 친일문학을 일삼았음에도 불구하고 굴하지 않은 그의 민족정기와 문학정신을 높이 평가하였다.

## 기타
- 그는 생전에 파전과 정어리 음식, 그리고 생굴무침을 좋아했다.[6]
- 시인 고은의 부인으로 1947년생인 영문학자 이상화는 동명이인이다.

## 이상화 시인의 뮤지컬 '빼앗긴 들에도 봄은 오는가'

### 뮤지컬
- 2009년 최춘식 -이상화 역 《빼앗긴 들에도 봄은 오는가》
- 2009년 서수빈 -김용조 역 《빼앗긴 들에도 봄은 오는가》

## 같이 보기
| - 조선프롤레타리아예술파동맹 - 교남학교 - 백조 - 폐허 - 이상정 - 이상백 - 이장희 - 나혜석 - 박중양 - 박기만 - 성재기 - 이육사 - 현진건 | - 대륜중학교 - 대륜고등학교 - 김성수 - 박종화 - 박창암 - 김일엽 - 이열희 - 최남선 |